# Mercat d'estiu
El Mercat de fitxatges d'estiu, sovint abreujat simplement com a «mercat d'estiu», és un terme d'ús futbolístic per fer referència a un termini de temps, majoritàriament entre el final d'una temporada i el començament de la següent, en què els clubs de futbol poden fer traspassos o altes de futbolistes o tramitar baixes d'algun jugador de l'equip.
Realment el termini o durada d'aquest mercat no està estipulat oficialment davant la FIFA. En cada federació futbolística per país aquest pot variar en funció del format de lliga o les reglamentacions de la institució futbolística, com en el cas d'Espanya.
Aquest termini sol ser el que utilitzen els equips per crear noves plantilles i fins i tot un nou equip tècnic. En contraposició, el mercat d'hivern sol fer-se servir per fer ajustos menors a una plantilla ja formada o per buscar substitut a algun jugador lesionat.